# 情緒自我調節
情緒自我調節（英語：Emotional self-regulation）或情緒調節（英語：emotion regulation）是一種能力，以一種社會可容忍和足夠靈活的方式根據需要對一系列情緒做出調整，以控制自身的自發反應。 它也可以定義為負責監控、評估和修改情緒反應的過程。 情緒自我調節屬於更廣泛的情緒調節過程，既包括對自己情緒的調節，也包括對他人情緒的調節。
情緒調節是一個複雜的過程，涉及在給定情況下啟動、抑制或調節一個人的狀態或行為—例如，主觀體驗（感覺）、認知反應（思想）、與情緒相關的生理反應（例如心率或激素活動）和情緒相關行為（身體動作或表情）。從功能上講，情緒調節也可以指諸如將注意力集中在任務上的傾向，以及在指導下抑制不當行為的能力等過程。情緒調節是人類生活中非常重要的功能。
每天，人們都不斷地暴露在各種各樣的潛在刺激之下。對此類刺激的不當、極端或未經控制的情緒反應可能會阻礙社會功能的適應；因此，人們幾乎無時無刻都必須進行某種形式的情緒調節。 一般來說，情緒失調（英語：Emotional dysregulation）被定義為難以控制情緒喚醒（英語：Arousal）對思想、行動和互動的組織和品質的影響。 情緒失調的個體表現出反應模式，其中他們的目標、反應和/或表達方式與社會環境的需求不匹配。 例如，情緒失調與抑鬱、焦慮、進食障礙和藥物濫用的症狀之間存在顯著關聯。 更高水準的情緒調節，可能與高水準的社交能力和社交適當情緒的表達有關。